# Elecciones provinciales de Catamarca de 2019
Las elecciones generales de la provincia de Catamarca de 2019 se realizaron el 27 de octubre, en coincidencia con las elecciones presidenciales. Además de los cargos ejecutivos, se eligieron ocho senadores y veinte diputados provinciales.

## Candidatos

### Frente de Todos
| | |
| | |
| Raúl Jalil | Rubén Dusso |
| para gobernador | para vicegobernador |
| | |
| Intendente de San Fernando del Valle (2011-2019) | Ministro de Obras Públicas (2011-2019)                                                                                      |
| Partidos en la alianza: \| - Partido Justicialista - Partido Intransigente - Partido Socialista - Frente Grande - Kolina - Partido Solidario \| - Partido del Trabajo y del Pueblo - Nuevo Encuentro - Movimiento Auténtico Popular - Unificación Populista - Unión Popular \| | |
| - Partido Justicialista - Partido Intransigente - Partido Socialista - Frente Grande - Kolina - Partido Solidario | - Partido del Trabajo y del Pueblo - Nuevo Encuentro - Movimiento Auténtico Popular - Unificación Populista - Unión Popular |

### Juntos por el Cambio
| | |
| | |
| Roberto Gómez | Lía Quiroga |
| para gobernador | para vicegobernadora |
| Médico Presidente del Instituto de Cardiología Intervencionista ICI | |
| Partidos en la alianza: \| - Unión Cívica Radical - Propuesta Republicana - Coalición Cívica ARI - Partido Fe - Partido Movilización - Nuevo Espacio de Opinión \| - Autonomista de los Pueblos - Partido Único - Militancia y Lucha en Asamblea - Partido Popular - Vamos Juntos - Nuevo Espacio Ciudadano \| | |
| - Unión Cívica Radical - Propuesta Republicana - Coalición Cívica ARI - Partido Fe - Partido Movilización - Nuevo Espacio de Opinión | - Autonomista de los Pueblos - Partido Único - Militancia y Lucha en Asamblea - Partido Popular - Vamos Juntos - Nuevo Espacio Ciudadano |

### Consenso Federal
| |                                                   |
| |                                                   |
| Hugo Ávila | Fernando Musella                                  |
| para gobernador | para vicegobernador                               |
| Diputado provincial (2017-atualidad) | Exvicepresidente de Catamarca Minera y Energética |
| Partidos en la alianza: - Partido Tercera Posición - Movimiento de Acción Vecinal - Partido de Participación Plural - Frente Unión de los Pueblos |                                                   |

### Generación para un Encuentro Mayor
| Generación para un Encuentro Mayor |                     |
|                                    |                     |
| José Furque                        | Diego Gómez         |
| para gobernador                    | para vicegobernador |
|                                    |                     |
| Abogado                            |                     |

### Elecciones primarias
Estos candidatos no recibieron al menos el 1,5% de los votos válidos en las elecciones primarias para pasar a las elecciones generales.
|                                                                                    |                                                                                    | Unidos por la Gente                                                                         |                                                                                             |
| Ariel López                                                                        | Yasmina Fuenzalida                                                                 | Franco Luna                                                                                 | Mónica Tapia                                                                                |
| para gobernador                                                                    | para vicegobernadora                                                               | para gobernador                                                                             | para vicegobernadora                                                                        |
| Abogado                                                                            | [ 4 ]                                                                              | [ 5 ]                                                                                       |                                                                                             |
| Partidos en la alianza: - Partido Obrero - Partido de los Trabajadores Socialistas | Partidos en la alianza: - Partido Obrero - Partido de los Trabajadores Socialistas | Partidos en la alianza: - Dignidad Popular - Partido Celeste y Blanco - Partido Autonomista | Partidos en la alianza: - Dignidad Popular - Partido Celeste y Blanco - Partido Autonomista |

El Frente Despertar no presentó candidatos a ningún puesto a pesar de haber sido inscrito en primera instancia. Esto se debe, según el líder provincial del partido UNIR, Claudio Bustamante, a que el Partido Autonomista, integrante del frente, salió del mismo para aliarse con Unidos por la Gente.

## Renovación del senado
| Departamento             | Senadores | A renovar |
| ------------------------ | --------- | --------- |
| Ambato                   | 1         | 1         |
| Ancasti                  | 1         | —         |
| Andalgalá                | 1         | 1         |
| Antofagasta de la Sierra | 1         | —         |
| Belén                    | 1         | 1         |
| Capayán                  | 1         | —         |
| Capital                  | 1         | 1         |
| El Alto                  | 1         | —         |
| Fray Mamerto Esquiú      | 1         | 1         |
| La Paz                   | 1         | —         |
| Paclín                   | 1         | —         |
| Pomán                    | 1         | 1         |
| Santa María              | 1         | —         |
| Santa Rosa               | 1         | 1         |
| Tinogasta                | 1         | —         |
| Valle Viejo              | 1         | 1         |
| Total                    | 16        | 8         |

## Resultados

### Primarias
| Fórmula               | Fórmula               | Partido/Alianza       | Partido/Alianza                                | Votos   | %     |
| Gobernador            | Vicegobernador        | Partido/Alianza       | Partido/Alianza                                | Votos   | %     |
| --------------------- | --------------------- | --------------------- | ---------------------------------------------- | ------- | ----- |
| Raúl Jalil            | Rubén Dusso           |                       | Frente de Todos                                | 126.349 | 62,65 |
| Roberto Gómez         | Lía Quiroga           |                       | Juntos por el Cambio                           | 56.360  | 27,95 |
| Hugo Ávila            | Fernando Musella      |                       | Consenso Federal                               | 10.046  | 4,98  |
| José Alberto Furque   | Diego Gómez           |                       | Generación para un Encuentro Mayor             | 5.267   | 2,61  |
| Ariel López           | Yasmina Fuenzalida    |                       | Frente de Izquierda y de Trabajadores - Unidad | 2.900   | 1,44  |
| Franco Luna           | Mónica Tapia          |                       | Frente Unidos por la Gente                     | 745     | 0,37  |
| Votos afirmativos     | Votos afirmativos     | Votos afirmativos     | Votos afirmativos                              | 201.667 | 85,03 |
| Votos en blanco       | Votos en blanco       | Votos en blanco       | Votos en blanco                                | 33.578  | 14,16 |
| Votos nulos           | Votos nulos           | Votos nulos           | Votos nulos                                    | 1.927   | 0,81  |
| Participación         | Participación         | Participación         | Participación                                  | 237.172 | 74,18 |
| Electores registrados | Electores registrados | Electores registrados | Electores registrados                          | 319.734 | 100   |
| Fuente:               |                       |                       |                                                |         |       |

### Gobernador y vicegobernador
| Fórmula               | Fórmula               | Partido/Alianza       | Partido/Alianza                    | Votos   | %     |
| Gobernador            | Vicegobernador        | Partido/Alianza       | Partido/Alianza                    | Votos   | %     |
| --------------------- | --------------------- | --------------------- | ---------------------------------- | ------- | ----- |
| Raúl Jalil            | Rubén Dusso           |                       | Frente de Todos                    | 133.441 | 60,45 |
| Roberto Gómez         | Lía Quiroga           |                       | Juntos por el Cambio               | 73.782  | 33,42 |
| Hugo Ávila            | Fernando Musella      |                       | Consenso Federal                   | 9.703   | 4,40  |
| José Alberto Furque   | Diego Gómez           |                       | Generación para un Encuentro Mayor | 3.828   | 1,73  |
| Votos afirmativos     | Votos afirmativos     | Votos afirmativos     | Votos afirmativos                  | 220.754 | 85,40 |
| Votos en blanco       | Votos en blanco       | Votos en blanco       | Votos en blanco                    | 36.653  | 14,18 |
| Votos nulos           | Votos nulos           | Votos nulos           | Votos nulos                        | 1.092   | 0,42  |
| Participación         | Participación         | Participación         | Participación                      | 258.499 | 80,91 |
| Electores registrados | Electores registrados | Electores registrados | Electores registrados              | 319.497 | 100   |
| Fuente:               |                       |                       |                                    |         |       |

### Cámara de Diputados
| ← 2017 · Cámara de Diputados · 2021 → | ← 2017 · Cámara de Diputados · 2021 → | ← 2017 · Cámara de Diputados · 2021 → | ← 2017 · Cámara de Diputados · 2021 → | ← 2017 · Cámara de Diputados · 2021 → |
| Partido/Alianza                       | Partido/Alianza                       | Votos                                 | %                                     | Bancas                                |
| ------------------------------------- | ------------------------------------- | ------------------------------------- | ------------------------------------- | ------------------------------------- |
|                                       | Frente de Todos                       | 127.092                               | 58,88                                 | 12/20                                 |
|                                       | Juntos por el Cambio                  | 72.719                                | 33,69                                 | 7/20                                  |
|                                       | Consenso Federal                      | 10.293                                | 4,77                                  | 1/20                                  |
|                                       | Generación para un Encuentro Mayor    | 5.730                                 | 2,65                                  |                                       |
| Votos positivos                       | Votos positivos                       | 215.834                               | 83,50                                 |                                       |
| Votos en blanco                       | Votos en blanco                       | 41.610                                | 16,10                                 |                                       |
| Votos nulos                           | Votos nulos                           | 1.055                                 | 0,41                                  |                                       |
| Participación                         | Participación                         | 258.499                               | 80,91                                 |                                       |
| Electores registrados                 | Electores registrados                 | 319.497                               | 100                                   |                                       |
| Fuente:                               |                                       |                                       |                                       |                                       |

### Cámara de Senadores
| ← 2017 · Cámara de Senadores · 2021 → | ← 2017 · Cámara de Senadores · 2021 →          | ← 2017 · Cámara de Senadores · 2021 → | ← 2017 · Cámara de Senadores · 2021 → | ← 2017 · Cámara de Senadores · 2021 → |
| Partido/Alianza                       | Partido/Alianza                                | Votos                                 | %                                     | Bancas                                |
| ------------------------------------- | ---------------------------------------------- | ------------------------------------- | ------------------------------------- | ------------------------------------- |
|                                       | Frente de Todos                                | 90.817                                | 56,37                                 | 8/8                                   |
|                                       | Juntos por el Cambio                           | 58.313                                | 36,20                                 |                                       |
|                                       | Consenso Federal                               | 7.036                                 | 4,37                                  |                                       |
|                                       | Generación para un Encuentro Mayor             | 2.958                                 | 1,84                                  |                                       |
|                                       | Frente de Izquierda y de Trabajadores - Unidad | 1.971                                 | 1,22                                  |                                       |
| Votos positivos                       | Votos positivos                                | 161.095                               | 85,36                                 |                                       |
| Votos en blanco                       | Votos en blanco                                | 26.780                                | 14,19                                 |                                       |
| Votos nulos                           | Votos nulos                                    | 853                                   | 0,45                                  |                                       |
| Participación                         | Participación                                  | 188.728                               | 80,62                                 |                                       |
| Electores registrados                 | Electores registrados                          | 234.097                               | 100                                   |                                       |
| Fuente:                               |                                                |                                       |                                       |                                       |

#### Resultados por departamentos
| Ambato 1 Senador              | Ambato 1 Senador                               | Ambato 1 Senador | Ambato 1 Senador | Ambato 1 Senador            |
| Partido/Alianza               | Partido/Alianza                                | Votos            | %                | Electo                      |
| ----------------------------- | ---------------------------------------------- | ---------------- | ---------------- | --------------------------- |
|                               | Frente de Todos                                | 1190             | 38.00            | - Ramón Edgardo Seco        |
|                               | Juntos por el Cambio                           | 560              | 20,00            |                             |
|                               | Consenso Federal                               | 757              | 25.00            |                             |
|                               | Generación para un Encuentro Mayor             | 370              | 18.00            |                             |
| Votos positivos               | Votos positivos                                | 2927             | 88,64            |                             |
| Votos en blanco               | Votos en blanco                                | 470              | 11,22            |                             |
| Votos nulos                   | Votos nulos                                    | 6                | 0,14             |                             |
| Participación                 | Participación                                  | 3.403            | 84,82            |                             |
| Electores registrados         | Electores registrados                          | 3.950            | 100              |                             |
| Andalgalá 1 Senador           |                                                |                  |                  |                             |
| Partido/Alianza               | Partido/Alianza                                | Votos            | %                | Electo                      |
|                               | Frente de Todos                                | 6.450            | 58,29            | - Horacio Octavio Gutiérrez |
|                               | Juntos por el Cambio                           | 4.420            | 39,94            |                             |
|                               | Generación para un Encuentro Mayor             | 196              | 1,77             |                             |
| Votos positivos               | Votos positivos                                | 11.066           | 90,14            |                             |
| Votos en blanco               | Votos en blanco                                | 1.158            | 9,43             |                             |
| Votos nulos                   | Votos nulos                                    | 53               | 0,43             |                             |
| Participación                 | Participación                                  | 12.277           | 79,82            |                             |
| Electores registrados         | Electores registrados                          | 15.380           | 100              |                             |
| Belén 1 Senador               |                                                |                  |                  |                             |
| Partido/Alianza               | Partido/Alianza                                | Votos            | %                | Electo                      |
|                               | Frente de Todos                                | 8.778            | 51,16            | - Jorge Omar Solá Jais      |
|                               | Juntos por el Cambio                           | 8.203            | 47,81            |                             |
|                               | Consenso Federal                               | 177              | 1,03             |                             |
| Votos positivos               | Votos positivos                                | 17.158           | 89,75            |                             |
| Votos en blanco               | Votos en blanco                                | 1.865            | 9,76             |                             |
| Votos nulos                   | Votos nulos                                    | 94               | 0,49             |                             |
| Participación                 | Participación                                  | 19.117           | 83,87            |                             |
| Electores registrados         | Electores registrados                          | 22.793           | 100              |                             |
| Capital 1 Senador             |                                                |                  |                  |                             |
| Partido/Alianza               | Partido/Alianza                                | Votos            | %                | Electo                      |
|                               | Frente de Todos                                | 49.403           | 55,53            | - Maximiliano Brumec        |
|                               | Juntos por el Cambio                           | 29.687           | 33,37            |                             |
|                               | Consenso Federal                               | 5.911            | 6,64             |                             |
|                               | Generación para un Encuentro Mayor             | 1.998            | 2,25             |                             |
|                               | Frente de Izquierda y de Trabajadores - Unidad | 1.971            | 2,22             |                             |
| Votos positivos               | Votos positivos                                | 88.970           | 85,30            |                             |
| Votos en blanco               | Votos en blanco                                | 14.859           | 14,25            |                             |
| Votos nulos                   | Votos nulos                                    | 475              | 0,46             |                             |
| Participación                 | Participación                                  | 104.304          | 77,32            |                             |
| Electores registrados         | Electores registrados                          | 134.903          | 100              |                             |
| Fray Mamerto Esquiú 1 Senador |                                                |                  |                  |                             |
| Partido/Alianza               | Partido/Alianza                                | Votos            | %                | Electo                      |
|                               | Frente de Todos                                | 4.476            | 54,79            | - Oscar Alfredo Vera        |
|                               | Juntos por el Cambio                           | 3.351            | 41,02            |                             |
|                               | Consenso Federal                               | 213              | 2,64             |                             |
|                               | Generación para un Encuentro Mayor             | 130              | 1,59             |                             |
| Votos positivos               | Votos positivos                                | 8.170            | 87,24            |                             |
| Votos en blanco               | Votos en blanco                                | 1.149            | 12,27            |                             |
| Votos nulos                   | Votos nulos                                    | 46               | 0,49             |                             |
| Participación                 | Participación                                  | 9.365            | 84,07            |                             |
| Electores registrados         | Electores registrados                          | 11.140           | 100              |                             |
| Pomán 1 Senador               |                                                |                  |                  |                             |
| Partido/Alianza               | Partido/Alianza                                | Votos            | %                | Electo                      |
|                               | Frente de Todos                                | 4.269            | 64,83            | - Héctor Fernández          |
|                               | Juntos por el Cambio                           | 2.129            | 32,33            |                             |
|                               | Generación para un Encuentro Mayor             | 187              | 2,84             |                             |
| Votos positivos               | Votos positivos                                | 6.585            | 88,63            |                             |
| Votos en blanco               | Votos en blanco                                | 833              | 11,21            |                             |
| Votos nulos                   | Votos nulos                                    | 12               | 0,16             |                             |
| Participación                 | Participación                                  | 7.430            | 82,96            |                             |
| Electores registrados         | Electores registrados                          | 8.956            | 100              |                             |
| Santa Rosa 1 Senador          |                                                |                  |                  |                             |
| Partido/Alianza               | Partido/Alianza                                | Votos            | %                | Electo                      |
|                               | Frente de Todos                                | 5.548            | 80,56            | - Héctor Raúl Barot         |
|                               | Juntos por el Cambio                           | 1.339            | 19,44            |                             |
| Votos positivos               | Votos positivos                                | 6.887            | 63,13            |                             |
| Votos en blanco               | Votos en blanco                                | 3.977            | 36,47            |                             |
| Votos nulos                   | Votos nulos                                    | 40               | 0,37             |                             |
| Participación                 | Participación                                  | 10.904           | 103,85           |                             |
| Electores registrados         | Electores registrados                          | 10.500           | 100              |                             |
| Valle Viejo 1 Senador         |                                                |                  |                  |                             |
| Partido/Alianza               | Partido/Alianza                                | Votos            | %                | Electo                      |
|                               | Frente de Todos                                | 9.308            | 50,19            | - José Luis Martínez        |
|                               | Juntos por el Cambio                           | 8.433            | 45,47            |                             |
|                               | Consenso Federal                               | 410              | 2,21             |                             |
|                               | Generación para un Encuentro Mayor             | 394              | 2,12             |                             |
| Votos positivos               | Votos positivos                                | 18.545           | 87,72            |                             |
| Votos en blanco               | Votos en blanco                                | 2.469            | 11,68            |                             |
| Votos nulos                   | Votos nulos                                    | 127              | 0,60             |                             |
| Participación                 | Participación                                  | 21.141           | 82,95            |                             |
| Electores registrados         | Electores registrados                          | 25.485           | 100              |                             |

## Elecciones Municipales
Conjuntamente a las elecciones provinciales, 34 de los 36 municipios constituidos en la provincia de Catamarca renovaron autoridades municipales. Las excepciones son Mutquín y Los Altos, que renovaron sus intendencias en 2021. Las principales localidades de la provincia quedaron en manos del peronismo, aunque Juntos por el Cambio triunfó en Belén.

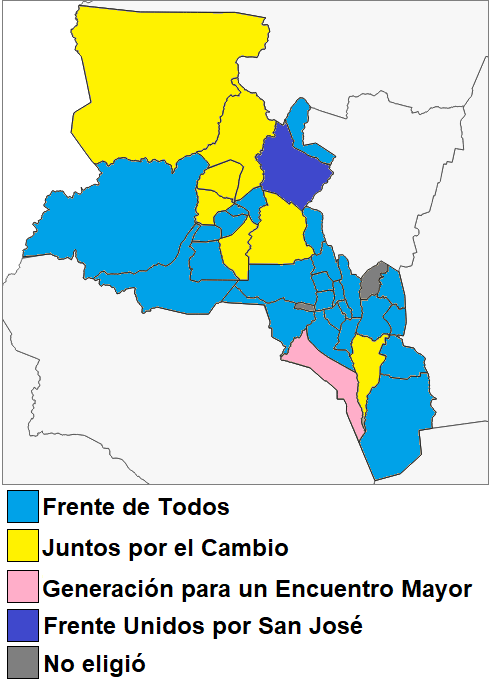
Alianza ganadora por municipio

| Partido/Alianza | Partido/Alianza                          | Candidatos presentados | Municipios obtenidos | Municipios obtenidos | Principales municipios obtenidos                 |
| --------------- | ---------------------------------------- | ---------------------- | -------------------- | -------------------- | ------------------------------------------------ |
|                 | Frente de Todos                          | 34                     | 25                   | 25/34                | San Fernando del Valle de Catamarca, Valle Viejo |
|                 | Juntos por el Cambio                     | 30                     | 7                    | 7/34                 | Belén                                            |
|                 | Generación para un Encuentro Mayor (GEM) | 11                     | 1                    | 1/34                 | Capayán                                          |
|                 | Frente Unidos por San José               | 1                      | 1                    | 1/34                 | San José (Santa María)                           |
|                 | Consenso Federal                         | 19                     | 0                    |                      |                                                  |
|                 | Frente de Izquierda y de Trabajadores    | 1                      | 0                    |                      |                                                  |